# 妮基·斯通
妮基·斯通（英語：Nikki Stone，1971年2月4日—），美国女子自由式滑雪运动员，主攻空中技巧。她曾代表美国参加1994年和1998年冬季奥林匹克运动会自由式滑雪比赛，其中1998年冬季奥运会获得一枚金牌。